# Prefektura XXXIII
Prefektura XXXIII (wł. Prefettura  XXXIII) – rzymskokatolicki dekanat diecezji rzymskiej we Włoszech. W jej skład wchodzi 13 parafii. Wszystkie one mieszczą się w Rzymie.
Prefektura graniczy z Watykanem.

## Parafie prefektury
- parafia św. Ambrożego
- parafia św. Filipa Neri przy Pineta Sacchetti
- parafia św. Jana Nepomucena Neumanna
- parafia św. Józefa na Aurelio
- parafia św. Józefa Benedykta Cottolengo
- parafia św. Grzegorza VII
- parafia św. Linusa
- parafia św. Maryi delle Grazie alle Fornaci
- parafia Najświętszej Maryi Panny z Lourdes
- parafia Najświętszej Maryi Panny Bramy Niebios
- parafia Najświętszej Maryi Panny z Guadalupe i św. Filipa przy via Aurelia
- parafia św. Piusa V
- parafia śś. Protomęczenników Rzymskich

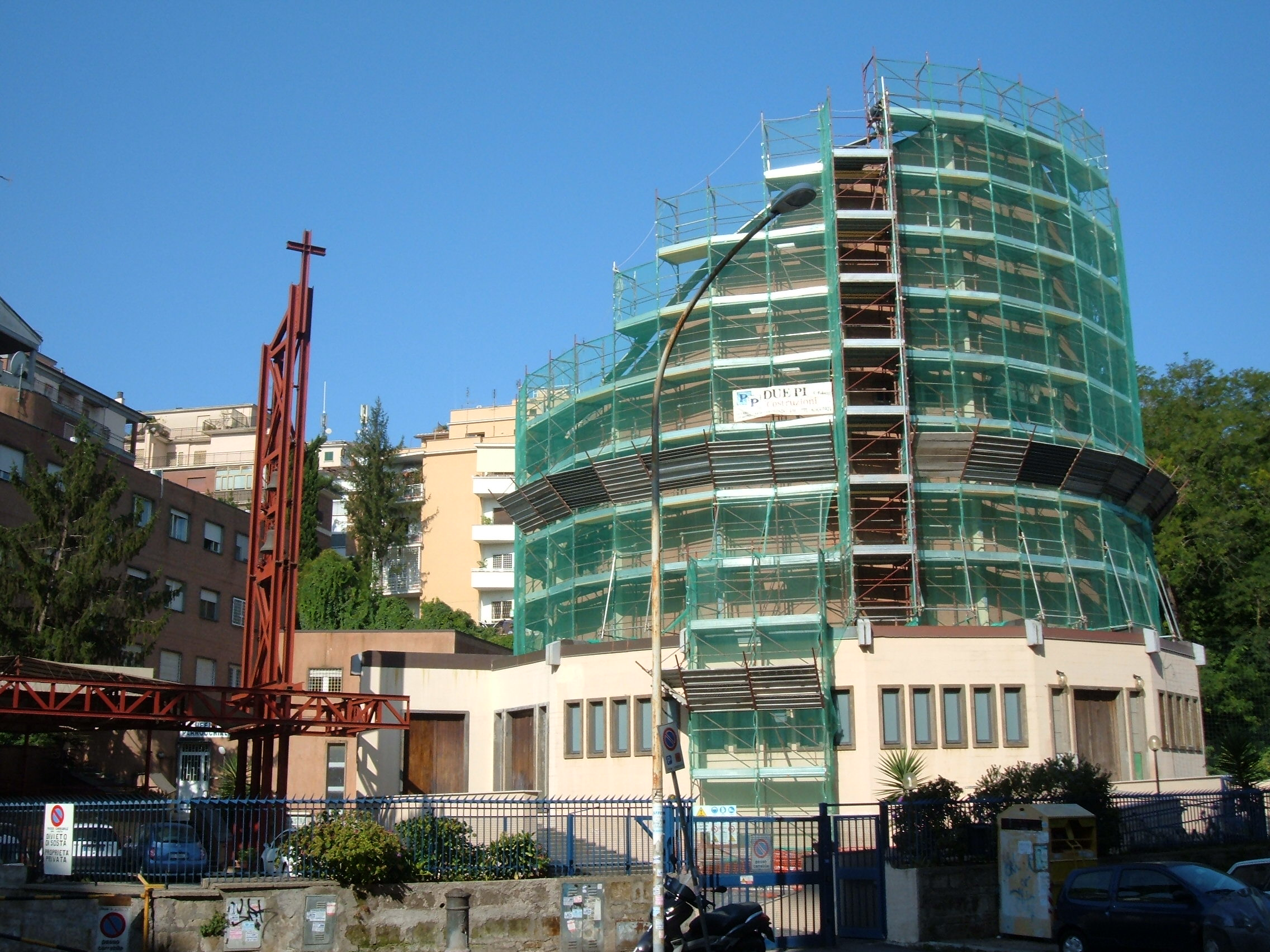
Kościół św. Ambrożego
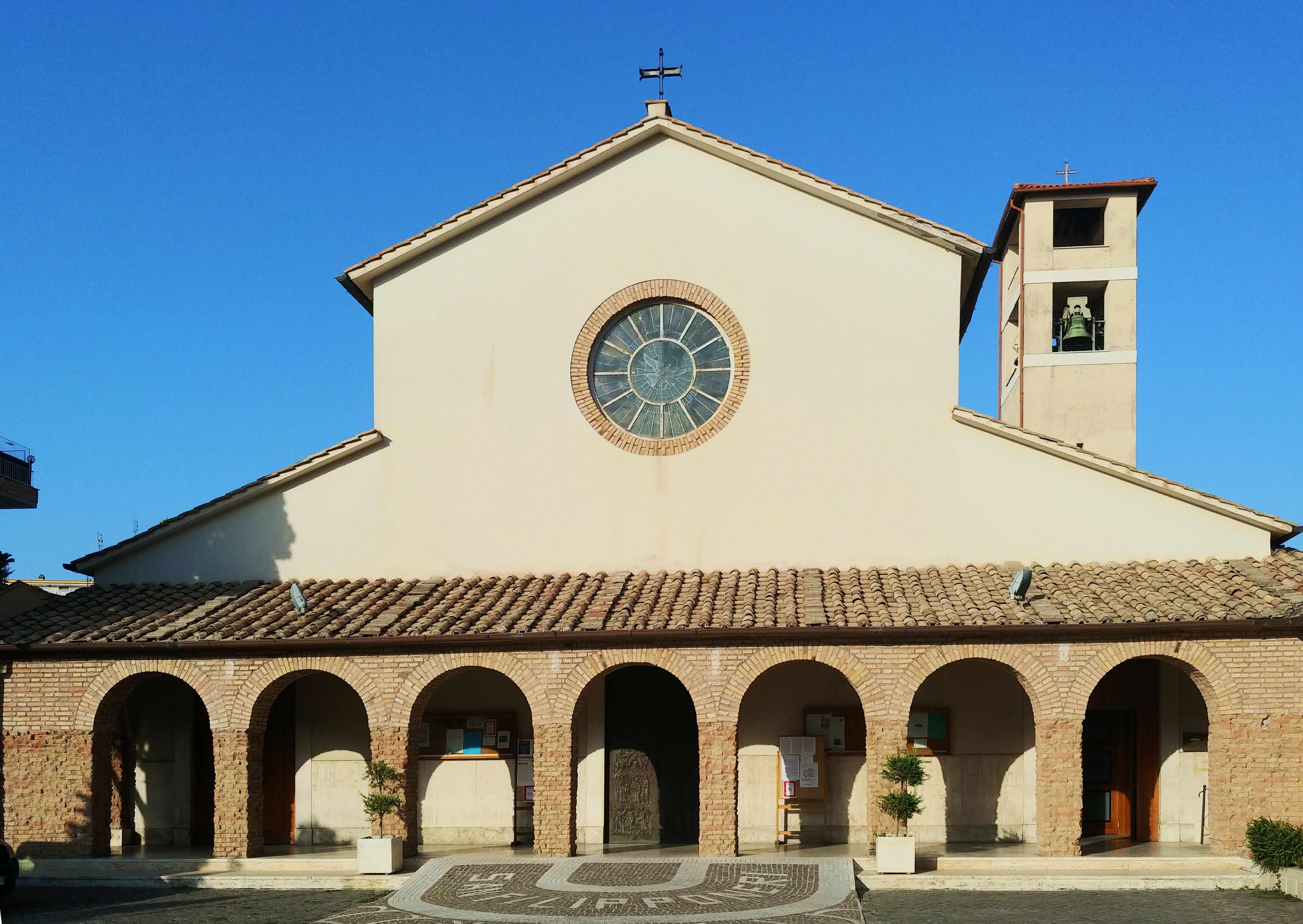
Kościół św. Filipa Neri przy Pineta Sacchetti
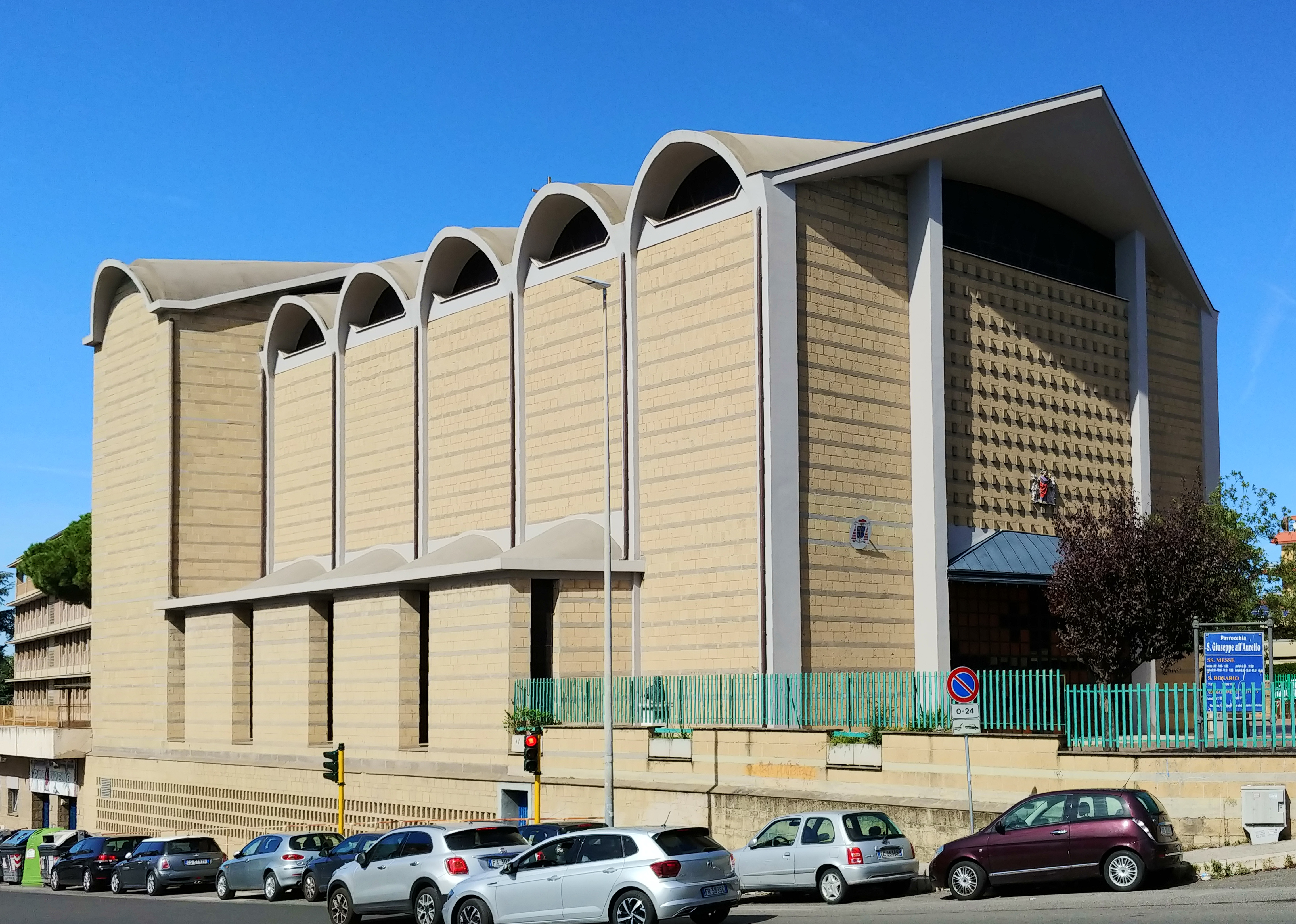
Kościół św. Józefa na Aurelio
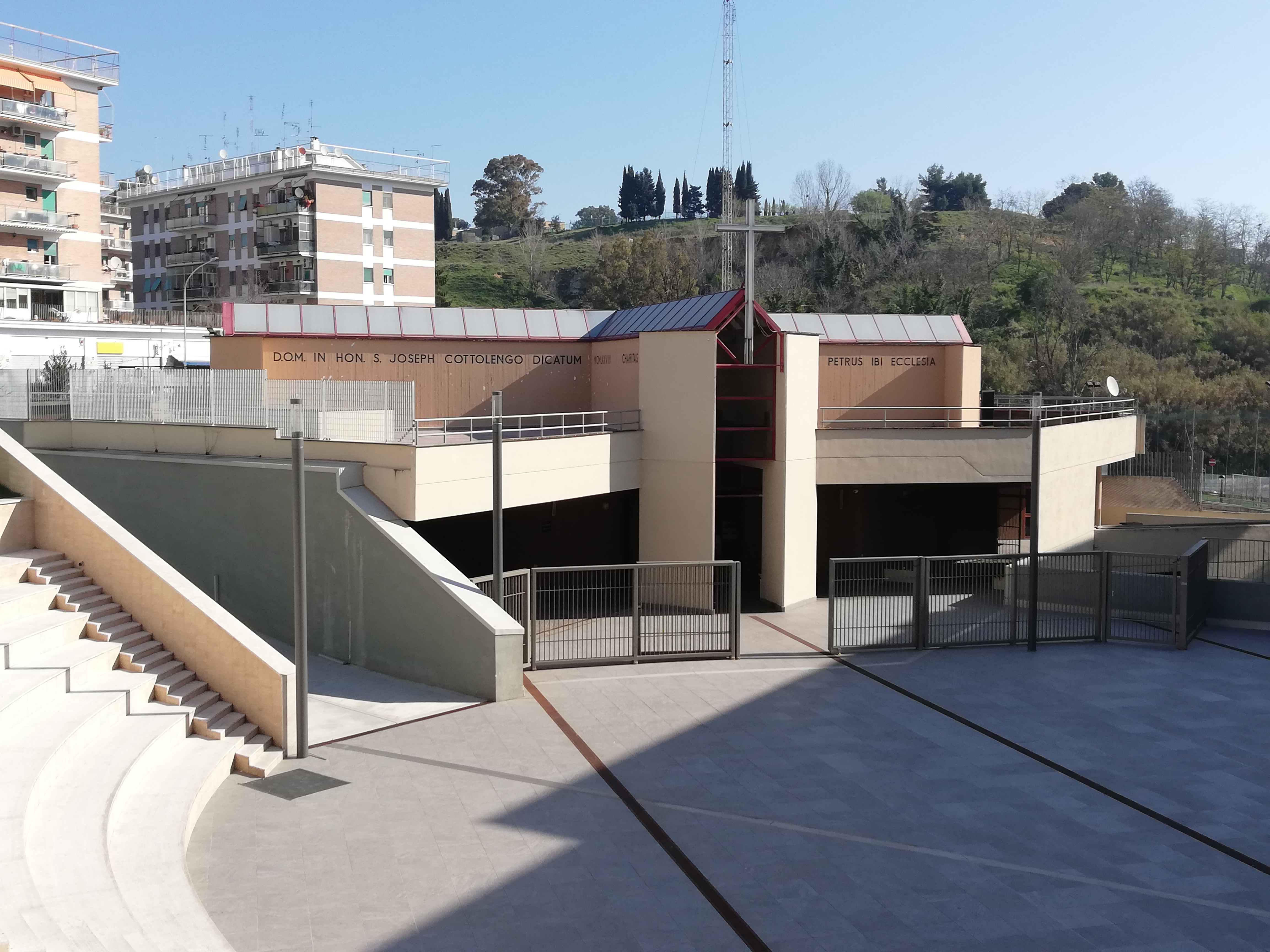
Kościół św. Józefa Benedykta Cottolengo
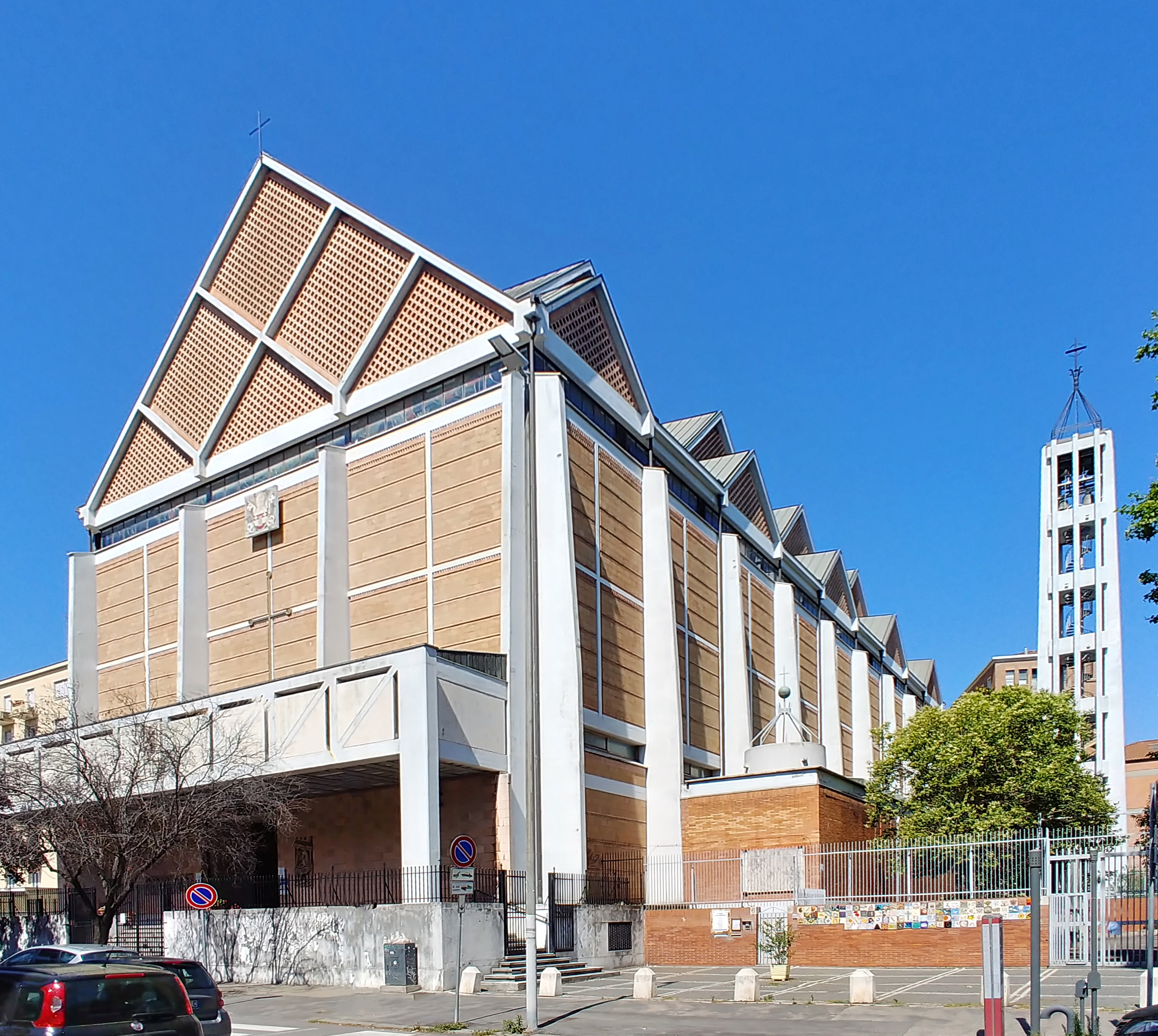
Kościół św. Grzegorza VII
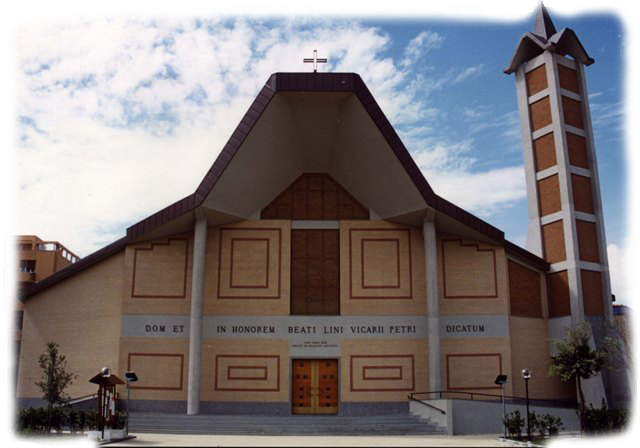
Kościół św. Linusa
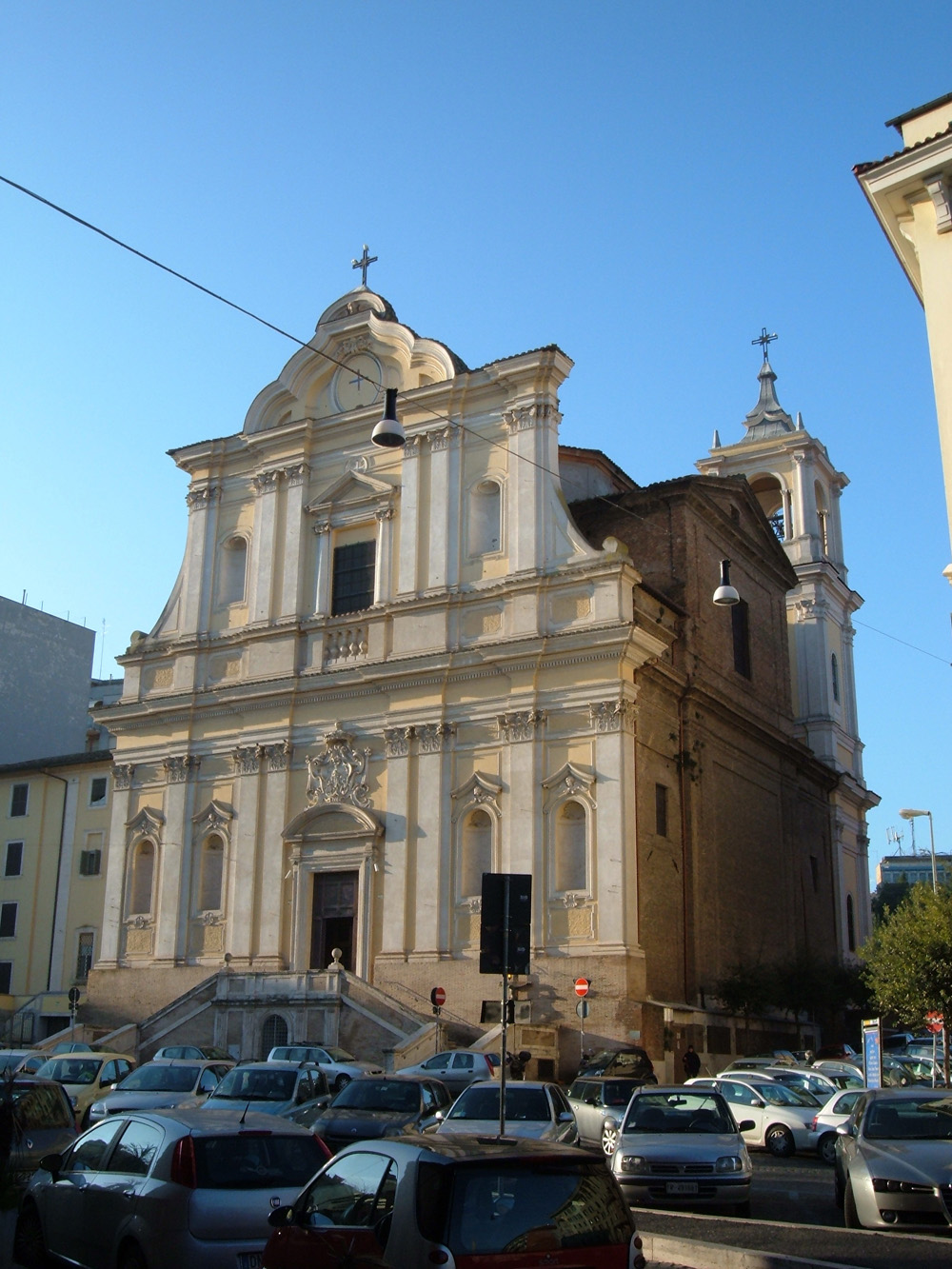
Kościół św. Maryi delle Grazie alle Fornaci
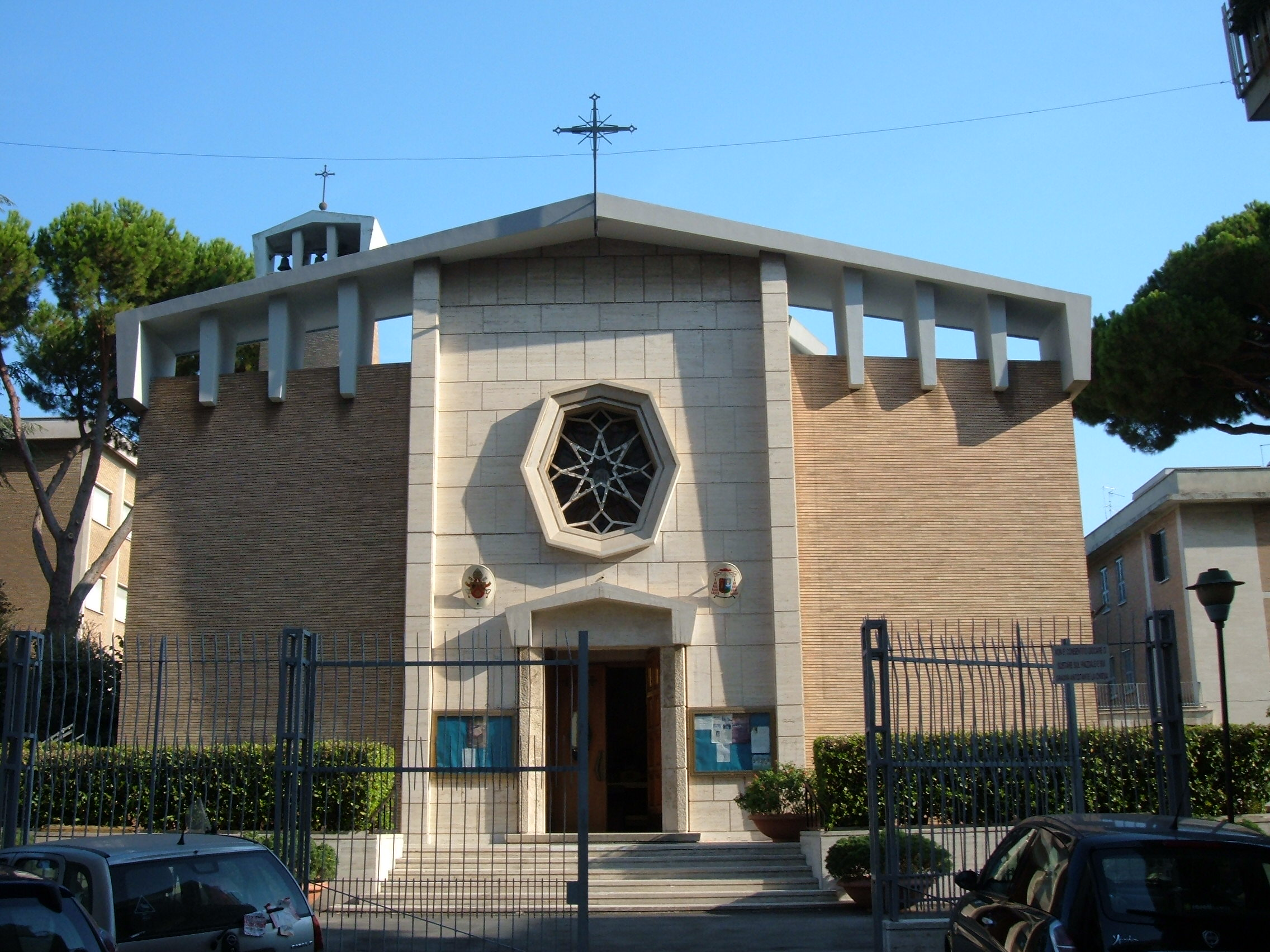
Kościół Najświętszej Maryi Panny z Lourdes
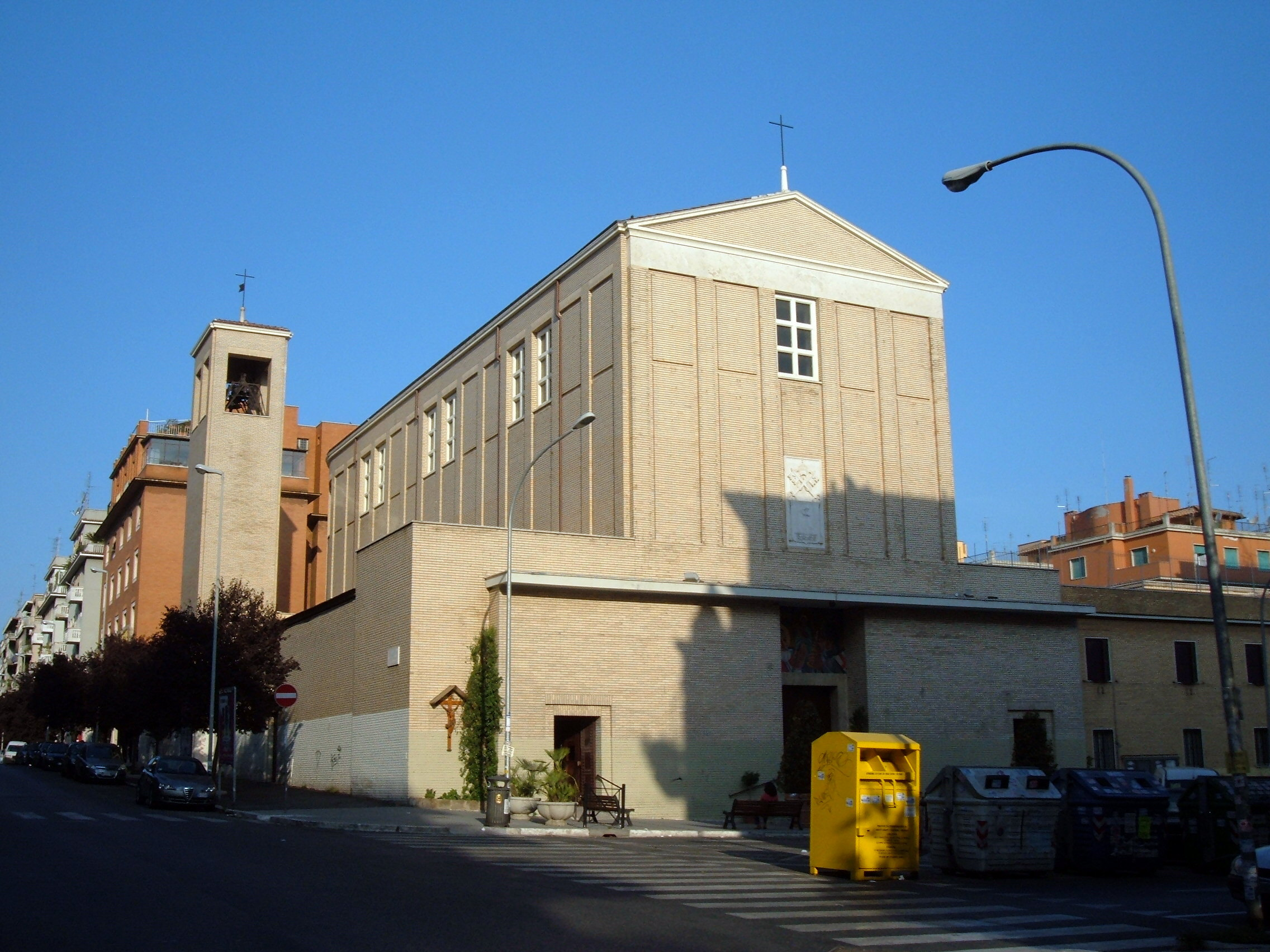
Kościół św. Piusa V
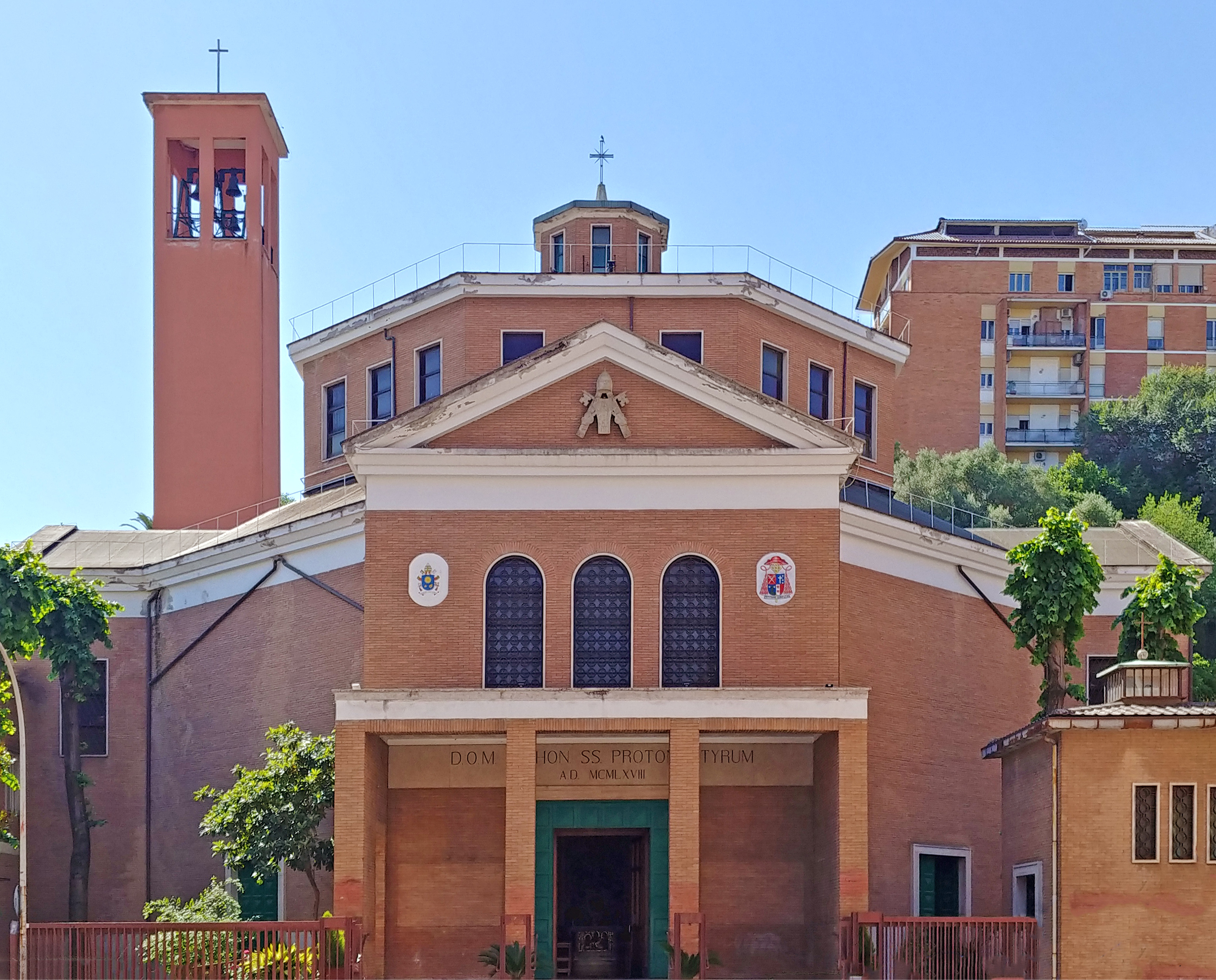
Kościół śś. Protomęczenników Rzymskich